# Frolinde Balser
Frolinde Balser (* 6. September 1924 in Ingelheim am Rhein; † 4. November 2012 in Frankfurt am Main) war eine deutsche Politikerin (SPD) und Historikerin.

## Ausbildung und Beruf
Nach dem Abitur 1942 war sie im Reichsarbeitsdienst und Kriegshilfsdienst eingesetzt. Nach dem Krieg beendete sie 1949 ihr Studium als Diplom-Bibliothekarin.
1951 verbrachte sie dank eines Fulbright-Stipendiums drei Monate in den USA. Bis 1961 war sie an der Universität Heidelberg tätig. Hier erfolgte 1957 ihre Promotion zum Dr. phil. mit der Arbeit Die Anfänge der Erwachsenenbildung in Deutschland vom Ende des 18. Jahrhunderts bis 1848/49. Danach arbeitete sie bis 1969 beim Hessischen Landesverband für Erwachsenenbildung in Frankfurt am Main. Von 1969 bis 1986 war sie an der Universität Frankfurt mit dem Schwerpunkt Erwachsenenbildung tätig. Sie war Mitglied der Frankfurter Historischen Kommission.
Frolinde Balser ist auf dem Frankfurter Hauptfriedhof begraben.

## Abgeordnete
Von 1964 bis 1985 war Balser, die 1957 der SPD beigetreten war, Stadtverordnete in Frankfurt. 1968 bis 1972 war sie dort Vorsitzende des Kultur- und Freizeitausschusses. 1976 bis zu den (von der SPD verlorenen) Kommunalwahlen in Hessen 1977 war sie die (erste weibliche) Stadtverordnetenvorsteherin im Römer.
Am 14. August 1979 trat sie für den verstorbenen Abgeordneten Hermann Schmitt-Vockenhausen in den Deutschen Bundestag ein. Sie war dann noch bis 1980 Mitglied des Deutschen Bundestages.
Balser ist über die Landesliste Hessen in den Bundestag eingezogen.

## Ehrungen
- 1991: Verdienstkreuz 1. Klasse der Bundesrepublik Deutschland
- Wilhelm-Leuschner-Medaille
- Ehrenplakette und Römerplakette in Bronze, Silber und Gold
- Ab 1989 war sie Stadtälteste in Frankfurt am Main.

## Veröffentlichungen
- Frolinde Balser: Aus Trümmern zu einem europäischen Zentrum: Geschichte der Stadt Frankfurt am Main 1945–1989. Hrsg.: Frankfurter Historische Kommission (= Veröffentlichungen der Frankfurter Historischen Kommission. Band 20). Jan Thorbecke, Sigmaringen 1995, ISBN 3-7995-1210-1.
- Frolinde Balser, Sozial-Demokratie 1848/49–1863: Die erste deutsche Arbeiterorganisation: „Allgemeine Arbeiterverbrüderung“ nach der Revolution, Stuttgart 1962, Ernst Klett Verlag (= Schriftenreihe des Arbeitskreises für moderne Sozialgeschichte, Bd. 2)